# Kontakto
Kontakto é uma revista em Esperanto publicada pela Tutmonda Esperantista Junulara Organizo (TEJO) com o apoio da Associação Universal de Esperanto (UEA). Foi lançada em 1963 a partir de uma proposta do comitê da UEA feita por Humphrey Tonkin, que tornou-se seu primeiro editor chefe e desenvolveu uma revista que abordava os tópicos de interesse da juventude esperantista. A revista costumava usar o slogan "Em Esperanto, mas não sobre Esperanto."
Entre 1983 e 1986, Anna Lowenstein foi editora, tendo como importante contribuição à revista a criação da seção "Facila", contendo apenas artigos escritos em uma linguagem facilmente compreensível para iniciantes, a partir dos mil radicais mais comuns do idioma. Em 2010, o brasileiro Rogener Pavinski assumiu como editor chefe da revista, que possui leitores em cerca de 90 países.